# Pateken
Pateken is een bestuurslaag in het regentschap Temanggung van de provincie Midden-Java, Indonesië. Pateken telt 2007 inwoners (volkstelling 2010).